# Jérôme Prior
Jérôme Prior (Toulon, 8 de agosto de 1995) é um futebolista profissional francês que atua como goleiro.

## Carreira
Jérôme Prior começou a carreira no Bordeaux.